# Eulalia Galvarriato
Eulalia Galvarriato García (Madrid, 12 de febrero de 1904 - 15 de noviembre de 1997) fue una escritora y traductora española. Finalista del Premio Nadal en 1946 por su novela Cinco sombras, en 1954 obtuvo el premio de Adaptaciones Cinematográficas por la adaptación para el cine de su novela corta Raíces bajo el agua. Se casó con el también escritor y filólogo Dámaso Alonso.

## Biografía
Galvarriato nació el 12 de febrero de 1904 en Madrid y tuvo cinco hermanas y dos hermanos. Su madre, Rosalía García, fue una mujer de inquietudes culturales que frecuentó la tertulia de Pérez Galdós y su padre, Juan Antonio Galvarriato del Rivero, fue abogado y economista.
Por la profesión del padre, la familia gozó de una buena posición económica, sin grandes derroches. Pasaron los veranos en el campo, en Cabezón de la Sal (Cantabria) y el resto del tiempo, entre las cuatro paredes de casa, del colegio o la Universidad, sin salidas al teatro o al cine. Una vida casera que la escritora no dudó en calificar de feliz, y que le serviría de inspiración en su obra literaria.

## Trayectoria
Galvarriato comenzó su educación en el Instituto Cardenal Cisneros de Madrid. En 1922, se matriculó en la Universidad Central, en Filosofía y Letras, donde fue alumna del filólogo y bibliógrafo Julio Cejador y Frauca. Obtuvo su licenciatura en 1927 y ese mismo año comenzó a trabajar en el Centro de Estudios Históricos. En el verano de 1928, el Centro organizó un curso de español para extranjeros, que se impartía en la Residencia de Estudiantes, y en el que Galvarriato fue una de las profesoras. Ese verano conoció al que sería su marido, Dámaso Alonso, con quien se casó en marzo de 1929 en una boda casi estrictamente familiar, aunque asistieran también algunos amigos poetas como Vicente Aleixandre y Pedro Salinas.
Durante el curso 1929-1930 acompañó a su marido en Nueva York, donde la pareja estrechó la amistad con Federico García Lorca. A su vuelta, el matrimonio estableció su residencia en Madrid, en un chalé de Chamartín, en la calle Alberto Alcocer. Cuando estalló la Guerra Civil se trasladaron a Valencia y, durante este período, Galvarriato trabajó dando clases de inglés.
Tras la guerra regresaron a Madrid y comenzó la carrera literaria de la autora: hizo traducciones, escribió cuentos, colaboró estrechamente con su marido en trabajos e investigaciones y en 1946 quedó finalista del Premio Nadal por su novela Cinco sombras, que se publicó al año siguiente.
Impartió seis conferencias sobre la obra de Lope de Vega, una de ellas con el título: "Una tragicomedia de Lope, Lo fingido verdadero”, de las cuales solamente una está publicada: “La mujer en la obra de Lope de Vega”, pronunciada en el Instituto Lope de Vega. En 1953 publicó la novela corta Raíces bajo el agua y la adaptó para un guion que obtuvo al año siguiente el Premio de Adaptaciones Cinematográficas. Siguió escribiendo cuentos y otras prosas breves que están recogidos en el volumen Raíces bajo el tiempo publicado en 1985.
Viuda desde 1990, murió a la avanzada edad de 93 años, el 15 de noviembre de 1997. Fue sepultada junto a su esposo en el Cementerio de la Almudena.

## Reconocimientos
En 2020, fue incluida dentro del proyecto “Mujeres Investigadoras en los Archivos Estatales (1900-1970)” para la descripción archivística y creación de un micrositio específico en el Portal de Archivos Españoles (PARES), desarrollado entre 2020-2023. Este proyecto ha sido impulsado por la Subdirección General de Archivos Estatales, con el objetivo visibilizar la labor de investigación realizada en España por las mujeres en el intervalo 1900-1970 partiendo de los registros documentales que se conservan en los Archivos de Gestión de los AAEE del Ministerio de Cultura (el Archivo Histórico Nacional, el Archivo de la Corona de Aragón, el Archivo General de Simancas, el Archivo General de Indias, el Archivo de la Real Chancillería de Valladolid, el Archivo General de la Administración y el Centro de Información Documental de Archivos). 

## Obras
- Cinco sombras (novela, 1947), finalista del premio Nadal.
- Raíces bajo el agua (novela corta, 1953)
- Raíces bajo el tiempo (prosas, relatos, 1985).
- Oración por la fe edición de Ángel Caffarena, Málaga: Publicaciones de la Librería Anticuaria El Guadalhorce, 1981.
- Retablillo de Navidad y otros poemas, Madrid: Editorial Caballo Griego para la Poesía, 2004.
- Trad. de Robert Louis Stevenson, Ensayos. Madrid: Editorial Escelicer, 1943.
- Cuentos: "Tres ventanas", "Los hijos", "Sólo un día cualquiera", "Final de jornada", etc.
- Otros escritos: Dos niños de América (recuerdos de viaje), San Juan de la Cruz (comentarios en prosa a sus poemas mayores).